# Jamie McCrimmon
James Robert „Jamie” McCrimmon – postać fikcyjna związana z brytyjskim serialem science-fiction pt. Doktor Who, w którą wcielił się Frazer Hines. Jamie jest towarzyszem drugiej inkarnacji Doktora, głównej postaci serialu. Postać ta pojawiała się w serialu regularnie w latach 1966-1969, występując w sezonie czwartym, piątym i szóstym. Dodatkowo postać ta wraca w historiach The Five Doctors (1983) oraz The Two Doctors (1985).
Podczas filmowania historii The Mind Robber (1968), z powodu choroby Hinesa, zastąpił go w drugim i trzecim odcinku inny aktor, Hamish Wilson.

## Historia postaci
Jamie pochodził z XVIII wieku i był synem szkockiego dudziarza, Donalda McCrimmona. Po wydarzeniach związanych z Bitwą pod Culloden poznaje Doktora, Polly i Bena, a niedługo po tym dołącza do załogi TARDIS.
Jamie wraz z Doktorem mógł obserwować zmiany, jakie zachodziły w zespole TARDIS: rozstanie się z Polly i Benem, dołączenie Victorii Waterfield i jej odejście, a także dołączenie Zoe Heriot. Jamie poznał wielu przeciwników Doktora, takich jak Dalekowie, Cybermeni, Wielka Inteligencja, Yeti, Lodowi Wojownicy czy Macra.
W jednej z podróży, Jamie wraz z Doktorem spotyka przyszłe, szóste wcielenie Doktora, a także poznaje jego przyszłą kompankę, Peri Brown.
W pewnym momencie Doktor zostaje ukarany przez swoją rasę, Władców Czasu za zakłócanie porządku we wszechświecie i zostaje zmuszony na regenerację oraz zesłanie na Ziemię, natomiast Jamie i Zoe zostają cofnięci do swoich czasów, a ich pamięć o Doktorze zostaje wytarta i pamiętają jedynie pierwsze spotkanie Doktora.

## Występy

### Telewizyjne
| Historia                                       | Data premiery     | Data premiery        | Źródło            |
| Historia                                       | Pierwszy odcinek  | Ostatni odcinek      | Źródło            |
| Sezon 4 (1966-67)                              | Sezon 4 (1966-67) | Sezon 4 (1966-67)    | Sezon 4 (1966-67) |
| ---------------------------------------------- | ----------------- | -------------------- | ----------------- |
| The Highlanders                                | 17 grudnia 1966   | 7 stycznia 1967      | [ 16 ] [ 5 ]      |
| The Underwater Menace                          | 14 stycznia 1967  | 4 lutego 1967        | [ 17 ] [ 18 ]     |
| The Moonbase                                   | 11 lutego 1967    | 3 marca 1967         | [ 19 ] [ 20 ]     |
| The Macra Terror                               | 11 marca 1967     | 1 kwietnia 1967      | [ 21 ] [ 13 ]     |
| The Faceless Ones                              | 8 kwietnia 1967   | 13 maja 1967         | [ 22 ] [ 6 ]      |
| The Evil of the Daleks                         | 20 maja 1967      | 1 lipca 1967         | [ 23 ] [ 7 ]      |
| Sezon 5 (1967-68)                              |                   |                      |                   |
| The Tomb of the Cybermen                       | 2 września 1967   | 23 września 1967     | [ 24 ] [ 10 ]     |
| The Abominable Snowmen                         | 30 września 1967  | 4 listopada 1967     | [ 25 ] [ 11 ]     |
| The Ice Warriors                               | 11 listopada 1967 | 16 grudnia 1967      | [ 26 ] [ 12 ]     |
| The Enemy of the World                         | 23 grudnia 1967   | 27 stycznia 1968     | [ 27 ] [ 28 ]     |
| The Web of Fear                                | 3 lutego 1968     | 9 marca 1968         | [ 29 ] [ 30 ]     |
| Fury from the Deep                             | 16 marca 1968     | 20 kwietnia 1968     | [ 31 ] [ 8 ]      |
| The Wheel in Space                             | 27 kwietnia 1968  | 1 czerwca 1968       | [ 32 ] [ 9 ]      |
| Sezon 6 (1968-69)                              |                   |                      |                   |
| The Dominators                                 | 10 sierpnia 1968  | 7 września 1968      | [ 33 ] [ 34 ]     |
| The Mind Robber                                | 14 września 1968  | 12 października 1968 | [ 35 ] [ 36 ]     |
| The Invasion                                   | 2 listopada 1968  | 21 grudnia 1968      | [ 37 ] [ 38 ]     |
| The Krotons                                    | 28 grudnia 1968   | 18 stycznia 1969     | [ 39 ] [ 40 ]     |
| The Seeds of Death                             | 25 stycznia 1969  | 1 marca 1969         | [ 41 ] [ 42 ]     |
| The Space Pirates                              | 8 marca 1969      | 12 kwietnia 1969     | [ 43 ] [ 44 ]     |
| The War Games                                  | 19 kwietnia 1969  | 21 czerwca 1969      | [ 45 ] [ 15 ]     |
| Specjalny na 20-lecie istnienia serialu (1983) |                   |                      |                   |
| The Five Doctors                               | 25 listopada 1983 | 25 listopada 1983    | [ 2 ] [ 46 ]      |
| Sezon 22 (1985)                                |                   |                      |                   |
| The Two Doctors                                | 16 lutego 1985    | 2 marca 1985         | [ 3 ] [ 14 ]      |